# Quartinia aenea
Quartinia aenea (лат.) — вид цветочных ос (Masarinae) рода Quartinia из семейства настоящих ос (Vespidae). Намибия (Юго-Западная Африка). Название aenea, латинское женское прилагательное, означающее «бронзового или рудного цвета», указывает на зеленовато-металлический оттенок головы и мезосомы.

## Описание
Длина тела 2,7—3,2 мм. Голова и мезосома зеленовато-металлические. Переднее крыло с Cu1a и 2 m-cu, присутствующими, но утончёнными, значительно тоньше остальных жилок, и с 2 m-cu, прерванными до достижения M. Тегула с загнутым внутрь задним внутренним углом, угловатая, при осмотре сверху не достигает уровня шва между мезоскутумом и щитком. У обоих полов голова и дорзум проподеума без белых отметин. Ассоциированы с растенияи семейства Астровые (Dimorphotheca, Leysera). Вид был впервые описан в 2011 году южноафриканским энтомологом Фридрихом Гессом (1936—2013; Department of Entomology, Albany Museum and Rhodes University, Grahamstown, ЮАР).

## Распространение
Намибия (Юго-Западная Африка). Ареал вида ограничен территорией вокруг Aus на юго-западе Намибии (Desert and Succulent Steppe).